# Andrea Sanfelice
Andrea Sanfelice (Napoli, 31 marzo 1763 – Napoli, 28 agosto 1808) è stato un nobile italiano, cugino e marito di Luisa Sanfelice, morta giustiziata per la sua connivenza con la Rivoluzione napoletana del 1799.

## Biografia

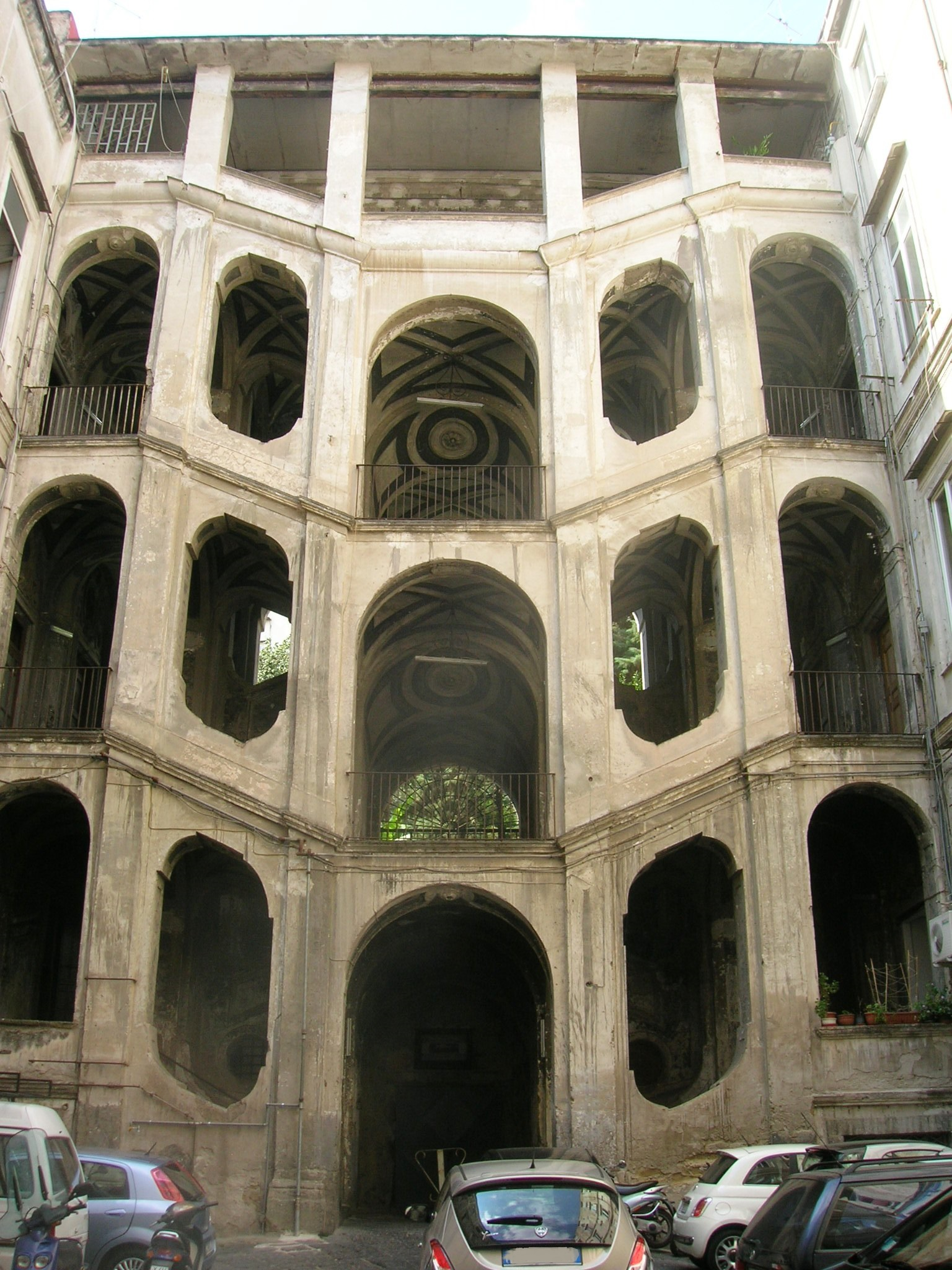
Palazzo Sanfelice a Napoli

Andrea Delli Monti Sanfelice, figlio di Gennaro (3º Duca di Lauriano, Barone di Agropoli, Santo Mango e Chiarara dal 1722 al 1747) e della seconda moglie Vincenza Pandolfelli dei Conti del Vaglio, sposò a Napoli, appena diciottenne, la cugina diciassettenne Luisa del Mulino, «giovane avvenente e di culto spirito», figlia della genovese Camilla Salinero e di un ufficiale spagnolo, militante nell'esercito napoletano, venuto nel Regno al seguito del re Carlo III di Borbone.
I due giovani non ebbero un'oculata amministrazione del loro patrimonio che cominciarono entrambi a dissipare senza alcuno scrupolo.
Don Andrea, essendo il più giovane della famiglia e non godendo perciò di rendite che gli permettessero un tenore di vita quale egli conduceva, era noto per le sue manie di grandezza e per spendere a piene mani.
La famiglia Sanfelice carica di debiti si trovò ben presto alle strette tanto che già nel 1782 il re era dovuto intervenire per impedire che Andrea vendesse alcune proprietà della moglie Luisa e concludesse un pessimo affare.
Nel 1787, la Salinero, la madre di Luisa, chiese direttamente al re di nominare un tutore dei due giovani, che fu scelto come sopraintendente nella persona del Marchese Tommaso De Rosa, che fece trasferire i Sanfelice a Lauriano e s'incaricò riscuotere le loro rendite in modo da soddisfare i creditori.
Nello stesso anno, con un successivo provvedimento, il re Ferdinando IV fece collocare i tre figli dei Sanfelice in collegi.
Il tenore di vita dei due coniugi però non cambiò e il re decise allora di separarli ordinando a don Andrea Sanfelice di ritirarsi nel monastero dei padri Ciorani di Nocera Superiore e alla moglie nel conservatorio di Montecorvino Rovella.
Nel 1792 a Don Andrea Sanfelice fu concesso di ritrovarsi con la moglie incinta nella casa a Salerno del fratellastro di lui,  Michele Delli Monti Sanfelice, capitano delle milizie provinciali.
Nel 1794 Don Andrea scappò dal monastero di Nocera e organizzò un rocambolesco rapimento della moglie per tornare con lei a Napoli.
Non si hanno più notizie dei Sanfelice sino al 1797 quando Andrea fu sottoposto ad un ordine di arresto su denunzia dei suoi creditori, mentre la moglie «per le sue galanterie amorose veniva sballottata da un convento all'altro» 

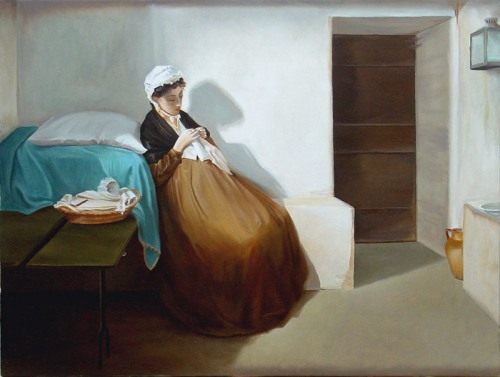
Toma: Luisa Sanfelice in carcere

Andrea, al contrario della moglie, nei contrasti politici napoletani che caratterizzavano quel periodo, si era schierato dalla parte dei realisti: aveva dichiarato la sua fedeltà al re, aveva chiesto e ottenuto cariche pubbliche: un incarico municipale, fu delegato al seggio della Montagna nel 1798, fu membro del Tribunale di General Salute, della Deputazione della Grana d'Oncia, della Regia Dogana ed entrò nella corte del Baglivo.
Nell'aprile del 1799, alla costituzione della Repubblica Napoletana, Luisa era sola perché Andrea era scappato, per sfuggire a nuovi creditori, a Salerno, dal fratellastro, Michele.
Andrea Sanfelice tornò a Napoli, dopo la morte di Luisa, non più a palazzo Mastelloni, dove era stata arrestata Luisa, ma ritirandosi in una locanda dei Quartieri Spagnoli, "la Croce d'oro", in via Sergente Maggiore. Cercò di sposare una prostituta, ma Camilla Salinero vietò questo matrimonio.
Andrea morirà a Napoli per apoplessia dopo aver dilapidato tutto il suo patrimonio.